# Сібукава

36°29′ пн. ш. 139°0′ сх. д. / 36.483° пн. ш. 139.000° сх. д.
Сібука́ва (яп. 渋川市, しぶかわし, МФА: [ɕibukawa ɕi̥]) — місто в Японії, в префектурі Ґумма.

## Короткі відомості
Розташоване в центральній частині префектури, між горами Акаґі та Харуна, в місті злиття річок Тоне та Адзума. Виникло в ранньому новому часі, на основі постоялого і торговельного містечка на шляху Санкоку, що зв'язував південний регіон Канто з північним регіоном Хокуріку. Отримало статус міста 1 квітня 1954 року. Основою економіки є металургія, хімічна промисловість, виробництво електротоварів та лісопереробна промисловість. В місті розташовані гарачі джерела Ікахо. Станом на 1 жовтня 2007 площа міста становила 240,42 км². Станом на 1 серпня 2008 населення міста становило 85 716 осіб.